# 1000 km del Nürburgring 1953

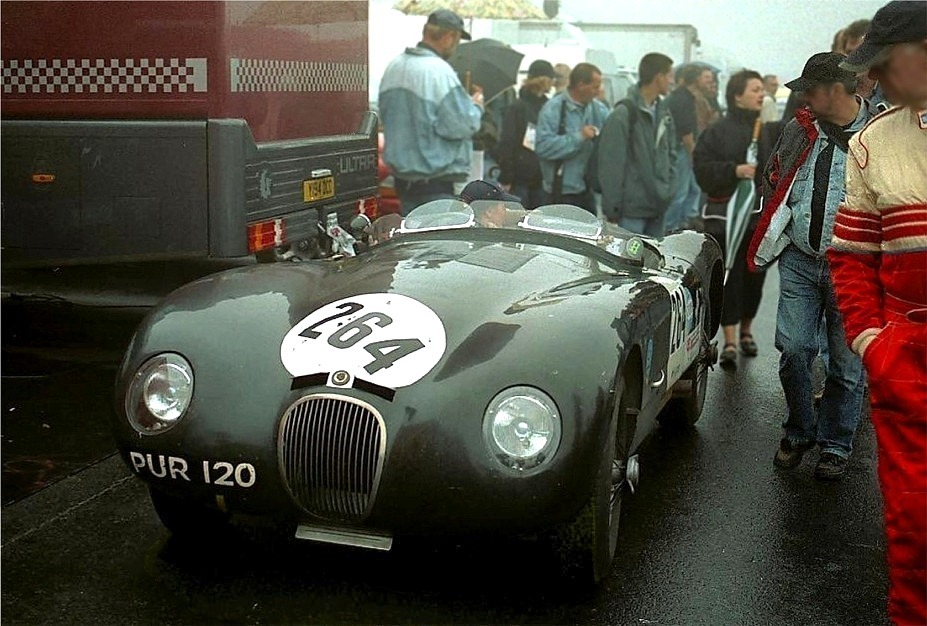
La Jaguar C-Type di Ian Stewart e Roy Salvadori, vincitori della Classe ser.S +2.0 (PS)

La 1000 km del Nürburgring 1953, nota anche come ADAC 1000 Kilometer Rennen, Nürburgring, si è svolta il 30 agosto 1953 sulla Nordschleife del Nürburgring ed è stata la quinta gara del Campionato mondiale vetture sport 1953. È l'inizio di una serie di 43 gare di durata per il Campionato internazionale sportprototipi e la Le Mans Series fino al 2009.

## Gli Iscritti
Un totale di 66 auto da corsa sono state iscritte a questo evento, di cui 54 sono arrivate per le prove e le qualifiche. La Scuderia Ferrari, sotto il nome di Automobili Ferrari, arriva con tre 375 MM per le coppie tutte italiane formate da Nino Farina con Alberto Ascari e Umberto Maglioli con Piero Carini, con la terza vettura per Gigi Villoresi e Mike Hawthorn. La Scuderia Lancia ha iscritto due D24, la prima guidata da Juan Manuel Fangio, passato dall'Alfa Romeo, con Felice Bonetto, e la seconda guidata da Robert Manzon e Piero Taruffi. La scuderia torinese ha anche iscritto una vecchia D20 guidata da Giovanni Bracco ed Eugenio Castellotti. Dall'Italia arrivarono anche tre Maserati A6 GCS.

### Classe S
| No. | Squadra            | Auto                          | Pilota 1           | Pilota 2                      |
| --- | ------------------ | ----------------------------- | ------------------ | ----------------------------- |
|     | Hans Ruesch        | Ferrari 340 MM Touring        | Hans Ruesch        |                               |
|     | Scuderia Lancia    | Lancia D20                    | Felice Bonetto     |                               |
| 1   | Automobili Ferrari | Ferrari 375 MM Vignale Spyder | Alberto Ascari     | Nino Farina                   |
| 2   | Automobili Ferrari | Ferrari 375 MM Berlinetta     | Mike Hawthorn      | Gigi Villoresi Alberto Ascari |
| 3   | Automobili Ferrari | Ferrari 375 MM                | Umberto Maglioli   | Piero Carini                  |
| 4   | Automobili Ferrari | Ferrari 375 MM                | Giovanni Bracco    | Roberto Bonomi                |
| 5   | Scuderia Lancia    | Lancia D24                    | Juan Manuel Fangio | Felice Bonetto                |
| 6   | Scuderia Lancia    | Lancia D24                    | Robert Manzon      | Piero Taruffi                 |
| 7   | Scuderia Lancia    | Lancia D20                    | Giovanni Bracco    | Eugenio Castellotti           |

| No. | Squadra              | Auto                   | Pilota 1             | Pilota 2         |
| --- | -------------------- | ---------------------- | -------------------- | ---------------- |
| 20  | Sc. Maserati         | Maserati A6 GCS        | Emilio Giletti       | Onofre Marimón   |
| 21  | Sc. Maserati         | Maserati A6 GCS Coupé  | Hans Herrmann        | Jack McAfee      |
| 22  | Sc. Maserati         | Maserati A6 GCS        | Gianni Bertoni       | Hermann Lang     |
| 23  | Équipe Anglaise      | Cooper T22-Bristol     | Alan Brown           | José Faraoni     |
| 24  | J. E. Byrnes         | Kieft-Bristol          | James Byrnes         |                  |
| 25  | Johannes Westhof     | Veritas Scorpion       | Johannes Westhof     | Klaas Barendregt |
| 26  | Wolfgang Seidel      | Veritas Comet RS       | Wolfgang Seidel      | Josef Peters     |
| 27  | Georges de Kando     | Veritas Comet RS       | Georges de Kando     |                  |
| 28  | Ernst Lautenschlager | Veritas Comet RS       | Ernst Lautenschlager | Heinz Fischer    |
| 29  | Hanns Roth           | AFM 49 Intertyp Küchen | Hanns Roth           | Fritz Kasper     |

| No. | Squadra              | Auto                   | Pilota 1            | Pilota 2         |
| --- | -------------------- | ---------------------- | ------------------- | ---------------- |
| 30  | Monkey Stable        | Kieft-MG               | Mike Keen           | Michael Pope     |
| 31  | Monkey Stable        | Kieft-MG               | Tommy Line          | Mike Llewellyn   |
| 32  | Monkey Stable        | Kieft-MG               | Jim Mayers          | Pat Griffith     |
| 33  | San Giorgio          | Osca MT4 1100          | Gaetano Sani        | Piero Carini     |
| 34  | San Giorgio          | Osca MT4 1100          | Armando François    | Erwin Bauer      |
| 35  | Scuderia San Giorgio | Osca MT4 1100          | Francesco Gilardini | Heinrich Sauter  |
| 36  | Lionel Leonard       | Leonard-MG             | David Blakely       | Lionel Leonard   |
| 37  | Borgward GmbH        | Borgward Hansa 1500 RS | Adolf Brudes        | Franz Hammernick |
| 38  | Borgward GmbH        | Borgward Hansa 1500 RS | Karl-Günther Bechem | Theo Helfrich    |
| 39  | Richard Trenkel      | Glöckler Nr.5 Porsche  | Richard Trenkel     | Walter Schlüter  |

| No. | Squadra           | Auto                | Pilota 1       | Pilota 2      |
| --- | ----------------- | ------------------- | -------------- | ------------- |
|     | Deutsch et Bonnet | DB HBR-Panhard      |                |               |
| 41  | Deutsch et Bonnet | DB HBR-Panhard      | Marc Gignoux   | Claude Storez |
| 41  | Nantes            | Renault 4CV Special | Louis Bizeray  | Mme. Bizeray  |
| 42  | Deutsch et Bonnet | DB HBR-Panhard      | Élie Bayol     | Marc Azéma    |
| 43  | Rosterg           | Scampolo-DKW        | Walter Kamossa | Kurt Arnold   |

### Classe PS
| No. | Squadra              | Auto              | Pilota 1            | Pilota 2           |
| --- | -------------------- | ----------------- | ------------------- | ------------------ |
|     | Jaguar Cars Ltd.     | Jaguar C-Type     | Stirling Moss       | Peter Collins      |
| 50  | Roberto Rossellini   | Ferrari 212 Inter | Riccardo Vignolo    | Maurice Gatsonides |
| 51  | Herman Roosdorp      | Jaguar C-Type     | Toni Ulmen          | Herman Roosdorp    |
| 52  | Ecurie Ecosse        | Jaguar C-Type     | James Scott Douglas | Ninian Sanderson   |
| 52T | Ecurie Ecosse        | Jaguar XK120      | James Scott Douglas | Ninian Sanderson   |
| 53  | Ecurie Ecosse        | Jaguar C-Type     | Ian Stewart         | Roy Salvadori      |
| 54  | Ecurie Ecosse        | Jaguar C-Type     | Jimmy Stewart       | John Lawrence      |
| 55  | Ecurie Francorchamps | Jaguar C-Type     | Olivier Gendebien   | Roger Laurent      |
| 56  | Kasimir Olislaegers  | Jaguar C-Type     | Kasimir Olislaegers | Charles de Keerle  |

| No. | Squadra            | Auto                        | Pilota 1                             | Pilota 2               |
| --- | ------------------ | --------------------------- | ------------------------------------ | ---------------------- |
|     |                    | Porsche 356                 | Walter Löffler                       | von Schweinitz         |
|     |                    | Porsche 356                 | Stark                                | Krieger                |
| 60  | Walter Ringgenberg | Porsche 356 1500            | Richard von Frankenberg              | Walter Ringgenberg     |
| 61  | Gustav Wirth       | Porsche 356 1500            | Paul Alfons von Metternich-Winneburg | Wittigo von Einsiedel  |
| 62  | NAV                | Porsche 356 1500            | Mathieu Hezemans                     | Jacques van der Meulen |
| 63  | Elyane Imbert      | Porsche 356 1500            | Elyane Imbert                        | Simone de Forest       |
| 64  | Arthur Heuberger   | Porsche 356 1500            | Arthur Heuberger                     | Ernst Seiler           |
| 65  | Heinz Friederichs  | Porsche 356 1500            | Heinz Friederichs                    | Horst Lauprecht        |
| 66  | Bruno Margnoli     | Alfa Romeo 1900             | Bruno Margnoli                       | Sergio Mantovani       |
| 67  | Michael L. Currie  | Frazer Nash Le Mans Replica | Mike Currie                          | Don Beauman            |
| 68  | Kurt Zeller        | Ferrari 166 MM              | Kurt Zeller                          | Walter Zeller          |

| No. | Squadra                | Auto             | Pilota 1                | Pilota 2       |
| --- | ---------------------- | ---------------- | ----------------------- | -------------- |
| 80  | Hans Leo von Huesch    | Porsche 356 1100 | Hans Leo von Huesch     | Werner Engel   |
| 81  | Adolf Vianden          | Porsche 356 1100 | Adolf Vianden           | Harry Merkel   |
| 82  | Friedrich Victor Rolff | Porsche 356 1100 | Hans Bernartz           | Victor Rolff   |
| 83  | Albrecht W. Mantzel    | Porsche 356 1100 | Albrecht W. Mantzel     | Rolf Madaus    |
| 84  | Walter Glöckler        | Porsche 356 1100 | Franz Eugen Kesselstatt | Bernt Spiegel  |
| 85  | Ernst von Musen        | Porsche 356 1100 | Ernst von Musen         | Walter Scheube |
| 86  | Rolf-Friedrich Götze   | Porsche 356 1100 | Rolf-Friedrich Götze    | William Godsey |
| 87  | Fernand Georges        | Porsche 356 1100 | Fernand Georges         | Chenevoy       |

| No. | Squadra          | Auto                | Pilota 1         | Pilota 2         |
| --- | ---------------- | ------------------- | ---------------- | ---------------- |
| 90  | Georges Trouis   | Panhard Dyna Junior | Georges Trouis   | Jacques Blanchet |
| 92  | Helmut Glöckler  | Renault 4CV 1063    | Helmut Glöckler  | Hendrik Beckers  |
| 93  | Kramwinkel       | Gutbrod Superior    | Erich Kramwinkel | Klaus Krämer     |
| 94  | Heinz Lindermann | Gutbrod Superior    | Heinz Lindermann | Hein Krings      |

## Qualifiche
La Lancia D24 di Juan Manuel Fangio ha conquistato la pole position, con una velocità media di 131,75 km/h (83,714 mph) sul circuito di 22,800 km (14,167 miglia). Tuttavia, a causa di problemi al motore, la Ferrari 375 MM di Mike Hawthorn e Gigi Villoresi è stata ritirata dalla gara e il loro motore è stato utilizzato dalla vettura di testa di Alberto Ascari e Nino Farina. Anche la terza vettura del team è stata ritirata dalla gara.

## Gara
Le Lancia al comando si sono ritirate dalla competizione al 15º giro, ma poi gli sforzi delle case e delle vetture private più grandi hanno iniziato a incontrare anche loro difficoltà. Sebbene due delle tre Ferrari ufficiali si siano ritirate prima della partenza, la vittoria della Scuderia non è mai stata seriamente minacciata, nonostante le prime tre vetture si siano trovate tutte sullo stesso giro dei vincitori della gara, ovvero Ascari e Farina.
Per il secondo round consecutivo, la squadra scozzese Ecurie Ecosse si classifica seconda assoluta. La coppia formata da Ian Stewart e Roy Salvadori era a oltre 15 minuti dalla Ferrari, ma ha vinto comunque la propria classe con tre giri di vantaggio. A quasi 30 minuti dal vincitore, Adolf Brudes e Franz Eugen Hammernick sono giunti al traguardo al terzo posto assoluto con la loro Borgward Hansa 1500 RS. L'altra Borgward ufficiale, guidata da Karl-Günther Bechem e Theo Helfrich, aveva portato la vettura al terzo posto prima di ritirarsi per un guasto al motore. Le ultime due vetture classificate sono state due Gutbrod Superior con motore a due tempi da 700 cc, a sette giri di distacco dalla Ferrari.
La coppia vincente Ascari/Farina vince la gara in 8 ore e 20 minuti e 44 secondi, con una velocità media di 120,1 km/h percorrendo una distanza di 3.800 km. La gara non è terminata al traguardo del vincitore assoluto, ma è continuata per un'altra ora per consentire alle altre classi di provare a completare l'intero percorso di 1.000 km.

## Classifica finale
I vincitori di ogni classe sono indicati in grassetto.
| Pos. | Classe 1 | Classe 2   | N°  | Piloti                 | Scuderia                                                   | Vettura                       | Giri | Giri in più/Causa ritiro               |
| ---- | -------- | ---------- | --- | ---------------------- | ---------------------------------------------------------- | ----------------------------- | ---- | -------------------------------------- |
| 1    | S        | S +2.0     | 1   | Automobili Ferrari     | Alberto Ascari Nino Farina                                 | Ferrari 375 MM Vignale Spyder | 44   | 8:20:44.0                              |
| 2    | PS       | ser.S +2.0 | 53  | Ecurie Ecosse          | Ian Stewart Roy Salvadori                                  | Jaguar C-Type                 | 44   | 8:35:49.0                              |
| 3    | S        | S 1.5      | 37  | Borgward GmbH          | Adolf Brudes Franz Hammernick                              | Borgward Hansa 1500 RS        | 44   | 8:50:33.0                              |
| 4    | S        | S 1.5      | 39  | Richard Trenkel        | Richard Trenkel Walter Schlüter                            | Glöckler Nr.5 Porsche         | 43   | +1 giro                                |
| 5    | S        | S 2.0      | 26  | Wolfgang Seidel        | Wolfgang Seidel Josef Peters                               | Veritas Comet RS              | 44   | 9:25:17.0                              |
| 6    | PS       | ser.S +2.0 | 54  | Ecurie Ecosse          | Jimmy Stewart John Lawrence                                | Jaguar C-Type                 | 41   | +3 giri                                |
| 7    | S        | S 1.5      | 33  | San Giorgio            | Gaetano Sani Piero Carini                                  | Osca MT4 1100                 | 42   | +2 giri                                |
| 8    | S        | S 1.5      | 34  | San Giorgio            | Armando François Erwin Bauer                               | Osca MT4 1100                 | 41   | +3 giri                                |
| 9    | PS       | ser.S +2.0 | 50  | Roberto Rossellini     | Riccardo Vignolo Maurice Gatsonides                        | Ferrari 212 Inter             | 40   | +4 giri                                |
| 10   | PS       | ser.S +2.0 | 52T | Ecurie Ecosse          | James Scott Douglas Ninian Sanderson                       | Jaguar XK 120                 | 40   | +4 giri                                |
| 11   | PS       | ser.S 2.0  | 67  | Michael L. Currie      | Mike Currie Don Beauman                                    | Frazer Nash Le Mans Replica   | 44   | 9:53:39.0                              |
| 12   | PS       | ser.S 2.0  | 61  | Gustav Wirth           | Paul Alfons von Metternich-Winneburg Wittigo von Einsiedel | Porsche 356 1500              | 44   | 10:01:59.0                             |
| 13   | PS       | ser.S 1.3  | 80  | Hans Leo von Huesch    | Hans Leo von Huesch Werner Engel                           | Porsche 356 1100              | 44   | 10:01:19.0                             |
| 14   | PS       | ser.S 1.3  | 86  | Rolf-Friedrich Götze   | Rolf-Friedrich Götze William Godsey                        | Porsche 356 1100              | 44   | 10:02:14.0                             |
| 15   | PS       | ser.S 2.0  | 62  | NAV                    | Mathieu Hezemans Jacques van der Meulen                    | Porsche 356 1500              | 44   | 10:00:37.0                             |
| 16   | S        | S 2.0      | 23  | Équipe Anglaise        | Alan Brown José Faraoni                                    | Cooper T22-Bristol            | 40   | +4 giri                                |
| 17   | PS       | ser.S 1.3  | 85  | Ernst von Musen        | Ernst von Musen Walter Scheube                             | Porsche 356 1100              | 43   | +1 giro                                |
| 18   | PS       | ser.S 1.3  | 87  | Fernand Georges        | Fernand Georges Chenevoy                                   | Porsche 356 1100              | 42   | +2 giri                                |
| 19   | S        | S 1.5      | 32  | Monkey Stables         | Jim Mayers Pat Griffith                                    | Kieft-MG                      | 41   | +3 giri                                |
| 20   | PS       | ser.S +2.0 | 56  | Kasimir Olislaegers    | Kasimir Olislaegers Charles de Keerle                      | Jaguar C-Type                 | 35   | +9 giri                                |
| 21   | PS       | ser.S 750  | 92  | Helm Glöckler          | Helm Glöckler Hendrik Beckers                              | Renault 4CV 1063              | 41   | +3 giri                                |
| 22   | PS       | ser.S 750  | 90  | Georges Trouis         | Georges Trouis Jacques Blanchet                            | Panhard Dyna Junior           | 41   | +3 giri                                |
| 23   | S        | S 750      | 43  | Rosterg                | Walter Kamossa Kurt Arnold                                 | Scampolo-DKW                  | 40   | +4 giri                                |
| 24   | PS       | ser.S 2.0  | 66  | Bruno Margnoli         | Bruno Margnoli Sergio Mantovani                            | Alfa Romeo 1900               | 35   | +9 giri                                |
| 25   | PS       | ser.S 750  | 93  | Kramwinkel             | Erich Kramwinkel Klaus Krämer                              | Gutbrod Superior              | 37   | +7 giri                                |
| 26   | PS       | ser.S 750  | 94  | Heinz Lindermann       | Heinz Lindermann Hein Krings                               | Gutbrod Superior              | 37   | +7 giri                                |
| NC   | S        | S 750      | 41  | Nantes                 | Louis Bizeray Mme. Bizeray                                 | Renault 4CV Special           | 36   | +8 giri                                |
| SQ   | PS       | serS. 2.0  | 63  | Elyane Imbert          | Elyane Imbert Simone de Forest                             | Porsche 356 1500              | 0    | Assistenza                             |
| SQ   | PS       | serS. 2.0  | 65  | Heinz Friedrichs       | Heinz Friederichs Horst Lauprecht                          | Porsche 356 1500              | 0    | Assistenza                             |
| Rit  | S        | S 2.0      | 20  | Sc. Maserati           | Emilio Giletti Onofre Marimón                              | Maserati A6GCS                | 41   | Motore                                 |
| Rit  | S        | S +2.0     | 6   | Scuderia Lancia        | Robert Manzon Piero Taruffi                                | Lancia D24                    | 15   | Batteria                               |
| Rit  | S        | S +2.0     | 5   | Scuderia Lancia        | Juan Manuel Fangio Felice Bonetto                          | Lancia D24                    | 9    | Pompa del carburante                   |
| Rit  | PS       | ser.S 2.0  | 60  | Walter Ringgenberg     | Richard von Frankenberg Walter Ringgenberg                 | Porsche 356 1500              | 2    | Incidente                              |
| Rit  | S        | S +2.0     | 7   | Scuderia Lancia        | Giovanni Bracco Eugenio Castellotti                        | Lancia D20                    | 0    | Problemi elettrici                     |
| Rit  | S        | S 2.0      | 21  | Sc. Maserati           | Hans Herrmann Jack McAfee                                  | Maserati A6 GCS Coupé         | 0    | Striscia d'olio                        |
| Rit  | S        | S 2.0      | 22  | Sc. Maserati           | Gianni Bertoni Hermann Lang                                | Maserati A6 GCS               | 0    | Motore                                 |
| Rit  | S        | S 2.0      | 25  | Johannes Westhof       | Johannes Westhof Klaas Barendregt                          | Veritas Scorpion              | 0    | Iniziatore                             |
| Rit  | S        | S 2.0      | 29  | Hans Roth              | Hans Roth Fritz Kasper                                     | AFM 49 Intertyp Küchen        | 0    | Motore                                 |
| Rit  | S        | S 1.5      | 30  | Monkey Stable          | Mike Keen Michael Pope                                     | Kieft-MG                      | 0    | Mozzo                                  |
| Rit  | S        | S 1.5      | 31  | Monkey Stable          | Tommy Line Mile Llewellyn                                  | Kieft-MG                      | 0    | Motore                                 |
| Rit  | S        | S 1.5      | 35  | Scuderia San Giorgio   | Francesco Giardini Heinrich Sauter                         | Osca MT4 1100                 | 0    | Cambio                                 |
| Rit  | S        | S 1.5      | 36  | Lionel Leonard         | David Blakely Lionel Leonard                               | Leonard-MG                    | 0    | Braccio dello sterzo                   |
| Rit  | S        | S 1.5      | 38  | Borgward GmbH          | Karl-Günther Bechem Theo Helfrich                          | Borgward Hansa 1500 RS        | 0    | Motore                                 |
| Rit  | PS       | ser.S +2.0 | 51  | Herman Roosdorp        | Toni Ulmen Herman Roosdorp                                 | Jaguar C-Type                 | 0    | Incidente                              |
| Rit  | PS       | ser.S +2.0 | 55  | Ecurie Francorchamps   | Olivier Gendebien Roger Laurent                            | Jaguar C-Type                 | 0    | Pistone                                |
| Rit  | PS       | ser.S 2.0  | 64  | Arthur Heuberger       | Arthur Heuberger Ernst Seiler                              | Porsche 356 1500              | 0    | Incidente                              |
| Rit  | PS       | ser.S 2.0  | 68  | Kurt Zeller            | Kurt Zeller Walter Zeller                                  | Ferrari 166 MM                | 0    | Senza benzina                          |
| Rit  | PS       | ser.S 1.3  | 81  | Adolf Vianden          | Adolf Vianden Harry Merkel                                 | Porsche 356 1100              | 0    | Motore                                 |
| Rit  | PS       | ser.S 1.3  | 83  | Albrecht W. Mantzel    | Albrecht W. Mantzel Rolf Madaus                            | Porsche 356 1100              | 0    | Motore                                 |
| Rit  | PS       | ser.S 1.3  | 84  | Walter Glöckler        | Franz Eugen Kesselstatt Bernt Spiegel                      | Porsche 356 1100              | 0    | Incidente                              |
| NP   | S        | S +2.0     | 2   | Automobili Ferrari     | Mike Hawthorn Gigi Villoresi Alberto Ascari                | Ferrari 375 MM Berlinetta     | 0    | Motore spostato sulla vettura numero 1 |
| NP   | S        | S +2.0     | 3   | Automobili Ferrari     | Umberto Maglioli Piero Carini                              | Ferrari 375 MM                | 0    | Ritiro                                 |
| NP   | S        | S 2.0      | 28  | Ernst Lautenschlager   | Ernst Lautenschlager Heinz Fischer                         | Veritas Comet RS              | 0    |                                        |
| NP   | PS       | ser.S +2.0 | 52  | Ecurie Ecosse          | James Scott Douglas Ninian Sanderson                       | Jaguar C-Type                 | 0    | Incidente                              |
| NA   | PS       | ser.S 2.0  |     |                        | Walter Löffler von Schweinitz                              | Porsche 356                   | 0    |                                        |
| NA   | S        | S +2.0     |     | Scuderia Lancia        | Felice Bonetto                                             | Lancia D20                    | 0    |                                        |
| NA   | S        | S 750      |     | Deutsch et Bonnet      |                                                            | DB HBR-Panhard                | 0    |                                        |
| NA   | S        | S +2.0     |     | Hans Ruesch            | Hans Ruesch                                                | Ferrari 340 MM Touring        | 0    |                                        |
| NA   | PS       | ser.S 2.0  |     |                        | Stark Krieger                                              | Porsche 356                   | 0    |                                        |
| NA   | PS       | ser.S +2.0 |     | Jaguar Cars Ltd.       | Stirling Moss Peter Collins                                | Jaguar C-Type                 | 0    |                                        |
| NA   | S        | S +2.0     | 4   | Ecurie Ecosse          | Giovanni Bracco Roberto Bonomi                             | Ferrari 375 MM                | 0    |                                        |
| NA   | S        | S +2.0     | 24  | J. E. Byrnes           | James Byrnes                                               | Kieft-Bristol                 | 0    |                                        |
| NA   | S        | S 2.0      | 27  | Georges de Kando       | Georges de Kando                                           | Veritas Comet RS              | 0    |                                        |
| NA   | S        | S 750      | 41  | Deutsch et Bonnet      | Marc Gignoux Claude Storez                                 | DB HBR-Panhard                | 0    |                                        |
| NA   | PS       | ser.S 1.3  | 82  | Friedrich Victor Rolff | Hans Bernartz Victor Rolff                                 | Porsche 356 1100              | 0    |                                        |

## Statistiche
- Giro veloce:  Robert Manzon 10'23"0 (131,75 km/h) (81,866 mph)

## Classifica dopo la gara

### Classifica costruttori
| Pos | Pilota       | Punti   |
| --- | ------------ | ------- |
| 1   | Ferrari      | 26 (27) |
| 2   | Jaguar       | 24      |
| 3   | Cunningham   | 12      |
| 4   | Aston Martin | 8       |
| 5   | Alfa Romeo   | 6       |